# Condenado à Liberdade
Condenado à Liberdade é um filme brasileiro de 2000 do gênero suspense, dirigido por Emiliano Ribeiro.

## Sinopse
Mauro Vilhena (Othon Bastos), e Beatriz Vilhena (Cássia Kiss), um casal da alta burguesia de Brasília, que é encontrado morto em sua própria cama. Inicialmente se acredita que o caso nada mais é do que homicídio seguido de suicídio, mas após investigações mais detalhadas descobre-se que na verdade Mauro e Beatriz foram assassinados. Logo as suspeitas recaem sobre Maurinho (André Gonçalves), o filho mais velho do casal, que no momento está envolvido romanticamente com Ângela (Mylla Christie), uma jovem estudante de Medicina de origem pobre que vinha sendo sistematicamente rejeitada pela família do namorado.

## Elenco
- Othon Bastos....Mauro Vilhena
- Cássia Kiss....Beatriz Vilhena
- André Gonçalves....Maurinho
- Mylla Christie....Ângela
- Odilon Wagner....Carlos Vilhena
- Anselmo Vasconcellos....Detetive Osmar
- Nathália Timberg....Dona Irene
- Antônio Pompêo....Agente Lopes
- Isabel Ampudia....Inês
- Camila Amado
- Eloisa Cunha
- Paula Passos
- Andrade Jr.
- Neio Lúcio

## Exibição
O filme foi concluído em Junho de 2000 e exibido em 3 sessões privadas para convidados do meio cinematográfico e investidores (Brasília 16/8, Rio 14/9 e São Paulo 25/9/00). Sua primeira exibição pública ocorreu em 17 de outubro de 2000, como parte da Mostra Panorama do Cinema Mundial, durante o Festival do Rio BR.
No Brasil, o filme teve seu lançamento nacional em 20 de Abril de 2001, através da distribuidora UIP (United International Pictures), com 38 (trinta e oito cópias) sendo exibidas simultaneamente nos meses de Abril e Maio em cinemas de São Paulo, Rio de Janeiro, Porto Alegre, Brasília, Niterói, Goiania, Belo Horizonte, Salvador, Recife, Campinas, Santo André, Barueri, São José dos Campos, Taguatinga, Ribeirão Preto, S.Bernardo, Uberaba, Uberlandia, Sorocaba, Maringá, Florianópolis, Bauru, Londrina, Mogi das Cruzes, S.Caetano, Lavras e Bauru. O publico atingiu a marca de 11.936 espectadores neste periodo. Até o final de 2001 o filme atingiu praticamente todas as praças cinematográficas do País. 

## Prêmios
Condenado à Liberdade estreou internacionalmente em Dezembro/2000 no Festival Internacional de Havana e concorreu oficialmente como um dos representantes brasileiros na Competição Oficial. Foi o filme brasileiro mais exibido, com 11 sessões em diversos dias e horários, recebendo sempre uma entusiasmada recepção do público. Em Outubro/2001 foi exibido com ótimas críticas na Seleção Oficial do Festival Latino Americano de Trieste (Itália), de onde seguiu para Mostras nas cidades italianas de Bolzano, Cremona, Milão e Roma. Em Janeiro/Fevereiro de 2002  o filme foi apresentado na Seção Competitiva do I Festival de Cinema Latino de Nova York (LaCinemaFe), com exibições no cinema de arte Anthology Film Archives e excelente repercussão junto ao público.